# Zatopienie lotniskowca Wasp
Zatopienie lotniskowca Wasp – akcja japońskiego okrętu podwodnego I-19 15 września 1942 roku w trakcie II wojny światowej na Pacyfiku, skutkująca zatopieniem amerykańskiego lotniskowca USS „Wasp” (CV-7) i uszkodzeniem dwóch innych okrętów.
Zatopienie nastąpiło podczas operacji konwojowej statków transportowych dostarczających na Guadalcanal żołnierzy 7 Pułku Marines, w trakcie walk o Guadalcanal podczas kampanii na Wyspach Salomona. Płynący w zespole dalekiej osłony Task Force 61 lotniskowiec „Wasp” został zaatakowany salwą torped przez japoński okręt podwodny pod dowództwem kmdr por. Takaichi Kinashiego. Okręt został trafiony trzema torpedami, dwie zaś inne z sześciu wystrzelonych torped, trafiły i ciężko uszkodziły pancernik USS „North Carolina” (BB-55) oraz niszczyciel USS „O’Brien” (DD-415).
Bezpośrednimi następstwami ataku były eksplozje paliwa lotniczego i amunicji na pokładzie hangarowym lotniskowca, które spowodowały wymknięcie się pożaru spod kontroli, co wywołało konieczność opuszczenia okrętu przez załogę oraz zadania mu coup de grâce przez amerykański niszczyciel USS „Lansdowne” (DD-486). Po zatopieniu „Waspa” jedynym czynnym amerykańskim lotniskowcem na Pacyfiku pozostał USS „Hornet” (CV-8), zaś „North Carolina” musiała udać się na paromiesięczny remont. Niszczyciel „O’Brien” po dokonaniu prowizorycznych napraw w Nowej Kaledonii, na skutek poniesionych uszkodzeń zatonął po paru tygodniach w drodze na gruntowny remont na Hawajach.
Atak I-19 opisywany jest jako „najbardziej dewastująca salwa torpedowa II wojny światowej”. Mimo poniesionych strat, statki z żołnierzami marines dotarły na Guadalcanal, gdzie 7 Pułk Marines wsparł żołnierzy gen. Alexandra Vandegrifta, przyczyniając się do skutecznej, sześciomiesięcznej obrony na wyspie.

## Sytuacja wojenna na południowym Pacyfiku
Po zwycięstwie pod Midway, głównodowodzący amerykańskiej floty adm. Ernest King postanowił wykorzystać ów sukces, szybko przystępując do pierwszej alianckiej ofensywnej operacji na dużą skalę, dokonując w operacji Watchtower desantu na wyspę Guadalcanal. W praktyce „administracyjny” desant bez istotnego japońskiego oporu, został przeprowadzony 7 sierpnia 1942 roku – japońskie dowództwo zignorowało go bowiem początkowo, uznając go za krótkotrwały amerykański rajd. Wkrótce jednak doszło do bitew powietrzno-morskich koło wyspy Savo i koło Wschodnich Wysp Salomona, a także krwawych walk lądowych nad Alligator Creek i o wzgórze Edsona. Podczas drugiej z nich, japoński atak lądowy został wprawdzie odparty przez 1. Dywizję Marines, jednak w bitwie tej oddziały japońskiej 17. Armii były najbliższe sukcesu w postaci odbicia lotniska Henderson Field w przekroju całej kampanii.

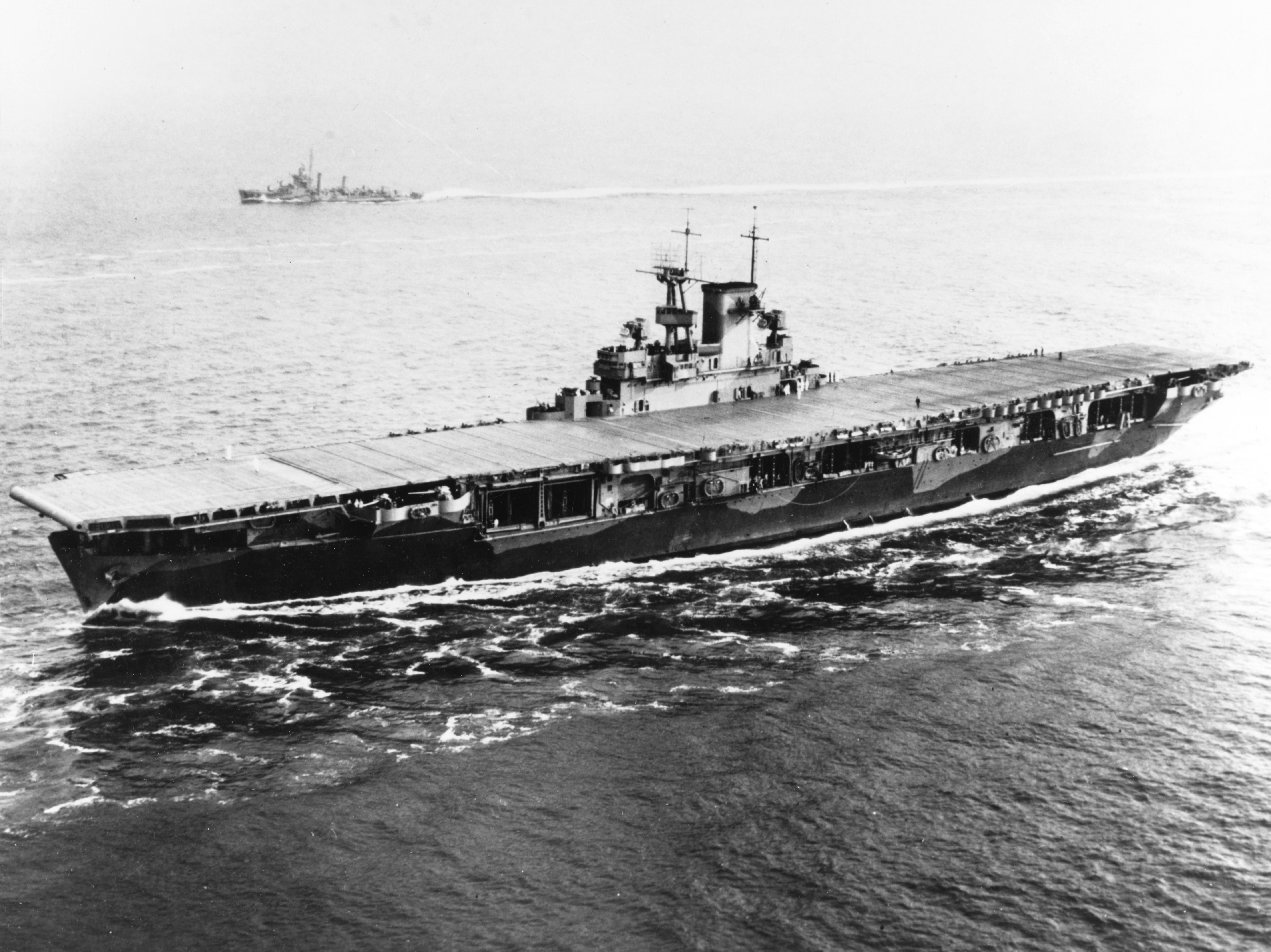
USS „Wasp” 26 maja 1942 roku

Trwająca od 12 do 14 września bitwa z oddziałami gen. Kiyotaki Kawaguchiego wyczerpała w dużej mierze siły dowodzonych przez generała Vandegrifta marines, toteż krytyczną kwestią stało się dostarczenie na Guadalcanal posiłków dla 1. Dywizji. W tym celu, z Numeii na Nowej Kaledonii zamierzano dostarczyć na Guadalcanal należący do broniącej się tam dywizji 7 Pułk Marines.
Po uszkodzeniu USS „Enterprise” (CV-6) w bitwie koło wschodnich Wysp Salomona i storpedowaniu USS „Saratoga” (CV-3), obydwa okręty musiały popłynąć do remontu, toteż jedynymi dostępnymi na Pacyfiku jednostkami tej klasy pozostały „Hornet” i „Wasp”. Dowodzący z Numei w Nowej Kaledonii całym teatrem działań na południowym Pacyfiku adm. Robert Ghormley wydał obu lotniskowcom rozkaz połączenia ich grup lotniskowcowych – odpowiednio Task Force 17 i Task Force 18 – między wyspami San Cristobal i Santa Cruz, w jeden zespół Task Force 61 (TF61), w sektorze o rozmiarach 160 na 60 mil morskich. Z tego sektora dowodzący nowym ugrupowaniem kadm Leigh Noyes – który po storpedowaniu „Saratogi” zastąpił zdymisjonowanego wadm. Franka Fletchera – mógł przeciwdziałać jakimkolwiek japońskim zamiarom wpłynięcia w Wyspy Salomona, a nadto zapewnić ochronę lotniczą zespołowi sześciu transportowców kadm. Richmonda Turnera (Task Force 62) podczas ich rejsu do cieśniny Ironbottom Sound. Z operacyjnego punktu widzenia plan ten nie był pozbawiony wad – nakazywał dużemu ugrupowaniu lotniskowców, pancernika, krążowników i niszczycieli pływać w powtarzalny sposób przez dłuższy czas w stosunkowo małym, zamkniętym sektorze. Okręty Noyesa miały poruszać się na południowy wschód nocą, po czym zmieniać kurs na północno-zachodni w godzinach porannych. Skazywało to TF61 na wykrycie przez japońskie samoloty rozpoznawcze i okręty podwodne. Tak wąski obszar operacyjny lotniskowców był też częściowo efektem konfliktu kompetencyjnego między dowódcą Floty Pacyfiku adm. Chesterem Nimitzem, a dowodzącym południowo-zachodnim teatrem Pacyfiku generałem Douglasem MacArthurem, o fizyczne granice ich obszarów kompetencji. Interpretując ściśle rozkazy, kadm. Noyes uważał że ma poruszać się ściśle na południe i nieco na wschód od Guadalcanalu, bez wpływania na wody na zachód i północ, które były formalnie obszarem odpowiedzialności gen. MacArthura. Zdając sobie sprawę z istniejącego konfliktu, Neyes nie poprosił o sprecyzowanie rozkazów, Nimitz zaś – który nie miał bynajmniej intencji ograniczania Noyesa – nie wyprowadził go z błędu.

### „Węzeł torpedowy”
Tymczasem dowodzący z ramienia japońskiej Połączonej Floty działaniami na południowym Pacyfiku adm. Isoroku Yamamoto, zdawał sobie sprawę, że obszar między San Cristobal, wyspą Rennell i Wyspami Santa Cruz, jest rejonem, przez który muszą przechodzić wszelkie amerykańskie transporty z Numei na Guadalcanal. Toteż w odległości ok. 150 mil na południowy wschód od San Cristobal rozmieścił złożoną z okrętów podwodnych linię dozoru. Skutkiem powtarzających się tu ataków podwodnych – m.in. na „Saratogę” (31 sierpnia 1942 roku) – w amerykańskim żargonie morskim rejon ten szybko uzyskał nazwę „Torpedo Junction” (Węzeł Torpedowy). Już 6 września „Hornet” przez łut szczęścia uniknął storpedowania, gdy pilot prowadzącego patrol ZOP bombowca TBF Avenger dostrzegł ślady zmierzających w kierunku lotniskowca torped i obrzucił je bombami głębinowymi, przez co jedna z nich zeszła z kursu eksplodując niegroźnie dla okrętu, druga eksplodowała przedwcześnie kilka sekund później, trzecia zaś minęła lotniskowiec, po czym w niewielkiej odległości minęła pancernik „North Carolina”.

## Działania morskie
14 września amerykańskie rozpoznanie lotnicze wykryło silny japoński zespół nawodny na wschód od wysp Santa Isabel i Malaita we wschodniej części Wysp Salomona, w składzie co najmniej jednego lotniskowca i dwóch pancerników, z wieloma krążownikami i niszczycielami. Zespołem tych okrętów dowodził wadm. Nobutake Kondō, grupą lotniskowcową zaś wadm. Chūichi Nagumo, z zadaniem wsparcia japońskich sił na Guadalcanalu oraz wsparcia japońskich dostaw dla nich za pomocą „Tokyo Express”. Następnego dnia, o 11:00, japońska łódź latająca wykryła płynący na zachód od TF61 zespół transportowy adm. Turnera (TF62). Obawiając się natychmiastowego ataku lotniczego na ochraniane przez siebie transportowce, Turner postanowił więc wycofać się czasowo na południe, w oczekiwaniu na bardziej sprzyjające okoliczności.

### Atak I-19

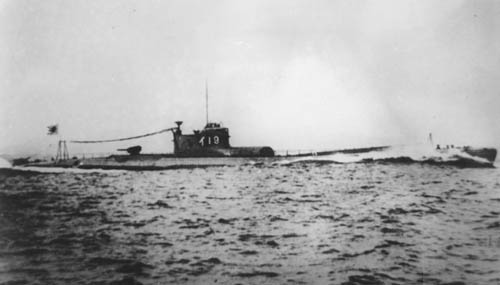
Japoński okręt podwodny I-19

W czasie gdy adm. Turner oceniał sytuację swojego konwoju, w „Torpedo Junction” aktywnie dozorowało dziewięć japońskich okrętów podwodnych, w tym dowodzony przez kmdra Takaichi Kinashiego I-19. O godzinie 12:50 urządzenie nasłuchowe na pokładzie I-19 wykryło szumy śrub. Godzinę później, po podniesieniu peryskopu Kinashi dostrzegł lotniskowiec „Wasp” z pierścieniem swojej eskorty, płynący z prędkością 16 węzłów w odległości wahającej się od 7 do 10 mil od okrętów TF17 „Horneta”. Między 14:15 a 14:20 „Wasp” wraz ze swoim zespołem (a w ślad za nim zespół „Horneta”) dokonał zwrotu na południowy wschód celem ustawienia się pod wiatr dla umożliwienia startu 26 maszyn combat air patrol, i przyjęcia na pokład 11 maszyn powracających. Zwrot na południowy wschód ustawił jednak „Waspa” w idealnej pozycji do strzału, dla zbliżającego się z południowego zachodu I-19. O godzinie 14:42 „Wasp” rozpoczął zwrot na bazowy kurs 280°, tymczasem o 14:45 kmdr Kinashi z odległości ok. 1000 metrów wystrzelił wachlarzem w kierunku lotniskowca sześć torped wz. 95 kalibru 533 mm. Celem uniknięcia kontrataku, I-19 zanurzył się na głębokość 80 metrów ukrywając się pod śladem torowym lotniskowca, wkrótce jednak został obrzucony bombami głębinowymi. Zanim „Wasp” ukończył zwrot, obserwatorzy lotniskowca dostrzegli ślady torowe trzech zbliżających się torped, w odległości uniemożliwiającej jakąkolwiek reakcję ze strony okrętu. Chwilę później dwie z nich eksplodowały w przedniej części sterburty z katastrofalnym dla okrętu efektem.
Pierwsza torpeda z głowicą z 405 kg heksanitu uderzyła w zbiorniki benzyny, druga przed przednim magazynem bomb, każda zaś wywołała silne fale wstrząsu. Kilka stojących na pokładzie startowym samolotów myśliwskich F4F Wildcat zostało wyrzuconych wstrząsem do oceanu, wiele zaś samolotów rezerwowych podwieszonych pod sufitem pokładu hangarowego zostało zerwanych ze swoich podwieszeń i upadając na samoloty operacyjne pod nimi, uszkodziły bądź rozerwały ich zbiorniki wysokooktanowego paliwa lotniczego. Paliwo rozlewające się po hangarze mieszało się z paliwem wydostającym się z rozerwanych przewodów paliwowych okrętu. Z powodu bowiem nagłości ataku, w odróżnieniu od zaatakowanego pod Midway USS „Yorktown” (CV-5), przewody paliwowe „Waspa” nie zostały jeszcze opróżnione po niedawnych startach samolotów i wypełnione gazem obojętnym. Niektóre ze stojących na pokładzie hangarowym samolotów zostały podrzucone w górę i upadły z powrotem z siłą, która była w stanie połamać ich wzmocnione dla lądowań na pokładzie podwozie.

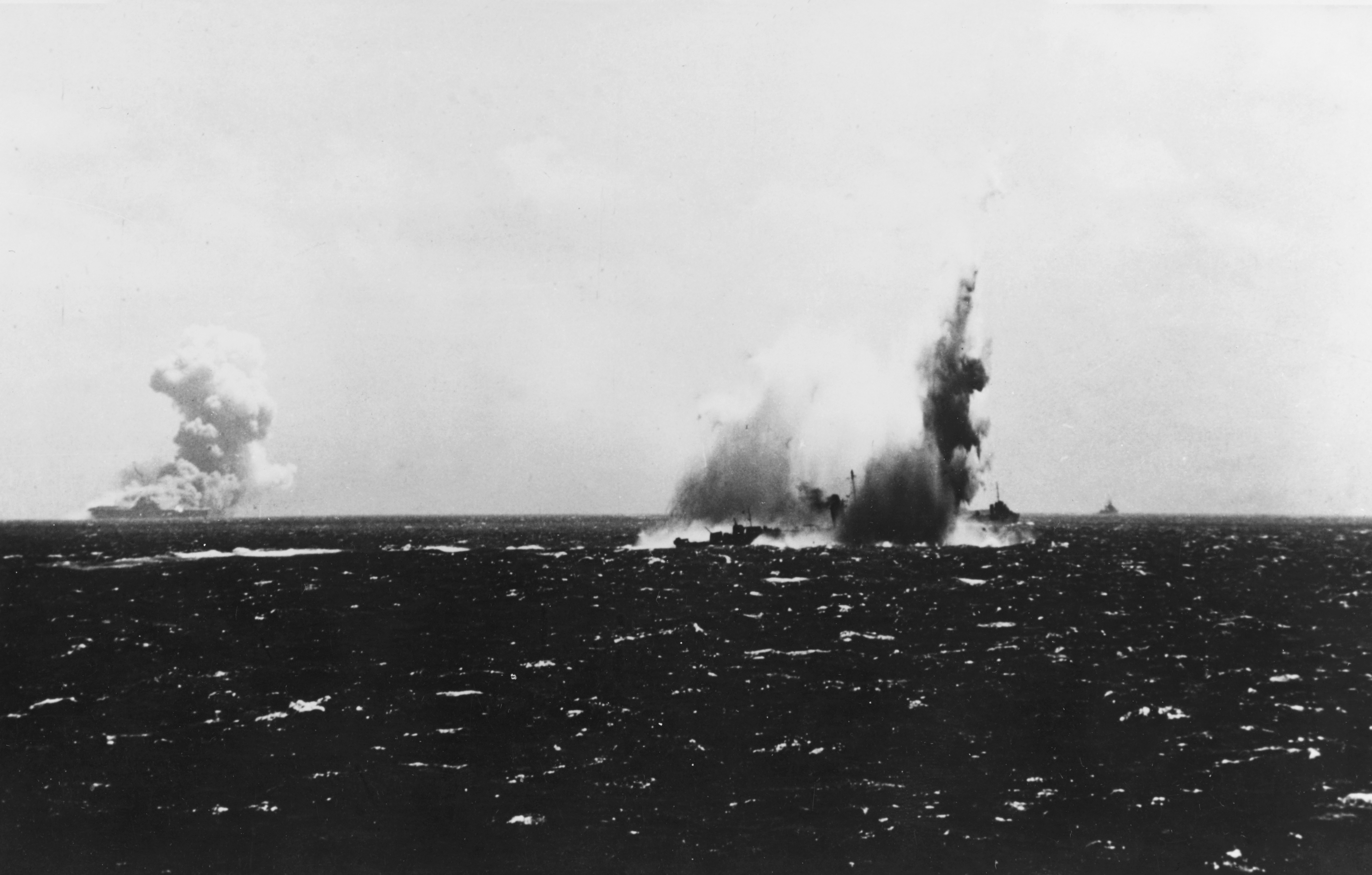
Trafiony torpedą wz. 95 niszczyciel „O’Brien”. W głębi widoczny płonący „Wasp”.

Trafienie torpedami wywołało natychmiastowy pożar wzmacniany rozlanym paliwem lotniczym, który objął pokład hangarowy, w tym zgromadzone tam bomby, bomby głębinowe i inną gotową do użycia amunicję. Seria wywołanych tym eksplozji oraz wybuchów oparów paliwa, po raz kolejny wstrząsnęła okrętem. „Wasp” nabrał 10 do 15 stopni przechyłu, przerwaniu uległy też wszystkie linie elektryczne i przeciwpożarowe w przedniej części jednostki.

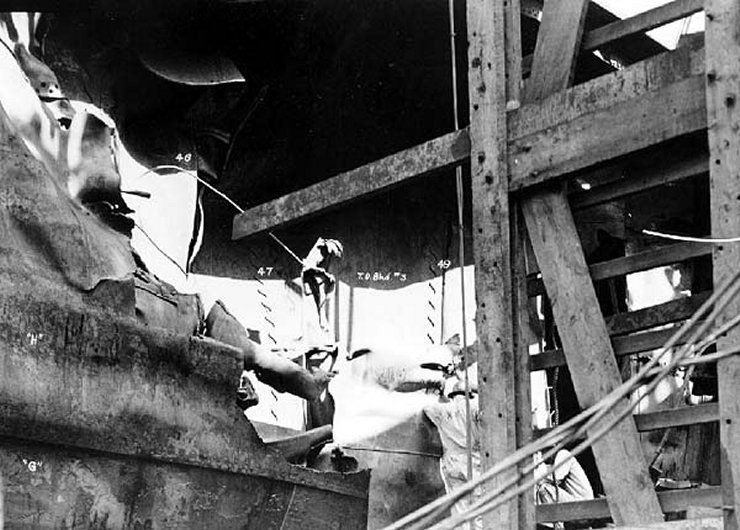
Uszkodzenie kadłuba na bakburcie „North Caroliny”, widoczne podczas remontu okrętu w stoczni w Pearl Harbor

### Task Force 17
Na odległym o 7 mil „Hornecie” usłyszano odgłosy eksplozji w oddali, a po chwili dostrzeżono erupcję dymu z „Waspa”. „Hornet” nie był wówczas lotniskowcem dyżurnym (duty carrier), toteż nie prowadził operacji lotniczych – rolę tę pełnił bowiem wówczas „Wasp”. Wkrótce na pokład „Horneta” dotarła informacja, że okręt flagowy został trafiony trzema torpedami, co spowodowało ogłoszenie alarmu bojowego. Między dwoma zespołami okrętów tworzącymi Task Force 61 płynął należący do eskorty „Waspa” niszczyciel USS „Lansdowne” (DD-486). Niszczyciel ten rozpoczął nadawanie przez radio sygnału alarmowego, który został odebrany przez inne okręty w zniekształconej, fragmentarycznej formie zawierającej informację, że minęła go „torpeda płynąca ku formacji [...], kurs zero osiem zero!”. Jako że wiadomo było, iż „Lansdowne” zajmuje pozycję między TF17 a TF18, komunikat tej treści oznaczać mógł tylko, iż torpeda płynie w kierunku ugrupowania „Horneta”. Spowodowało to, iż każdy okręt Task Force 17, który był w stanie odebrać i zrozumieć mocno zniekształconą wiadomość z niszczyciela, maksymalnie przyśpieszył i zaczął wykonywanie ostrych zwrotów, celem uniknięcia trafienia. Wkrótce potem odebrano kolejną wiadomość „...torpeda właśnie przeszła za moją rufą, idzie w twoim kierunku!” – nie wiadomo było jednak, przez którą jednostkę została nadana, i do kogo skierowana. Zaraz później na maszt flagowy niszczyciela USS „Mustin” (DD-413) wciągnięto alarmowy sygnał optyczny. W tym czasie lotniskowiec „Hornet”, którego manewry musiały w normalnym czasie być wiernie odwzorowane przez wszystkie okręty jego eskorty, znajdował się w ostrym zwrocie na sterburtę z prędkością, która spowodowała jego duży przechył na prawą burtę. Dostrzegając to, dowódca pancernika „North Carolina” wydał rozkaz „Prawo na burtę! Pełna prędkość awaryjna!”. Niszczyciel USS „O’Brien” (DD-415), który ostrym zwrotem w prawo zdołał wymanewrować jedną z torped, zaraz potem – o 14:51 – padł ofiarą drugiej, która uderzyła w czołową część dziobu. Z uwagi na skrajny punkt okrętu, w który uderzyła torpeda, jej eksplozja nie wywołała ofiar śmiertelnych wśród członków załogi, ranne zostały jednak dwie osoby. Wkrótce też dowódca jednostki zameldował, że okręt jest w stanie utrzymywać prędkość 15 węzłów. Stan okrętu wydawał się też być na tyle dobry, że jego dowódca poprosił o zgodę na pozostanie z zespołem.
Już minutę później, jedna ze znajdujących się wciąż w wodzie torped trafiła szybki pancernik „North Carolina”, eksplodując tuż obok wieży numer 1 jej artylerii głównej. Eksplozja uczyniła wyrwę w jej kadłubie o rozmiarach 10 na 5,5 metra, 6 metrów poniżej linii wodnej, zaś powstała z niej fala uderzeniowa wywołała uszkodzenie prowadnicy obrotu wieży. Błysk z eksplozji dostał się też na krótko do pomieszczenia zbrojowni, gdzie pojawił się gryzący dym, co spowodowało, że ze względów ostrożności zalano magazyn amunicji tej wieży. Okręt nabrał 5,5° przechyłu, śmierć zaś poniosło pięciu członków załogi. Przechył okrętu został jednak szybko wyrównany przez przeciwzalewanie i okręt kontynuował szybkie manewry, płynąc z prędkością 25 węzłów.

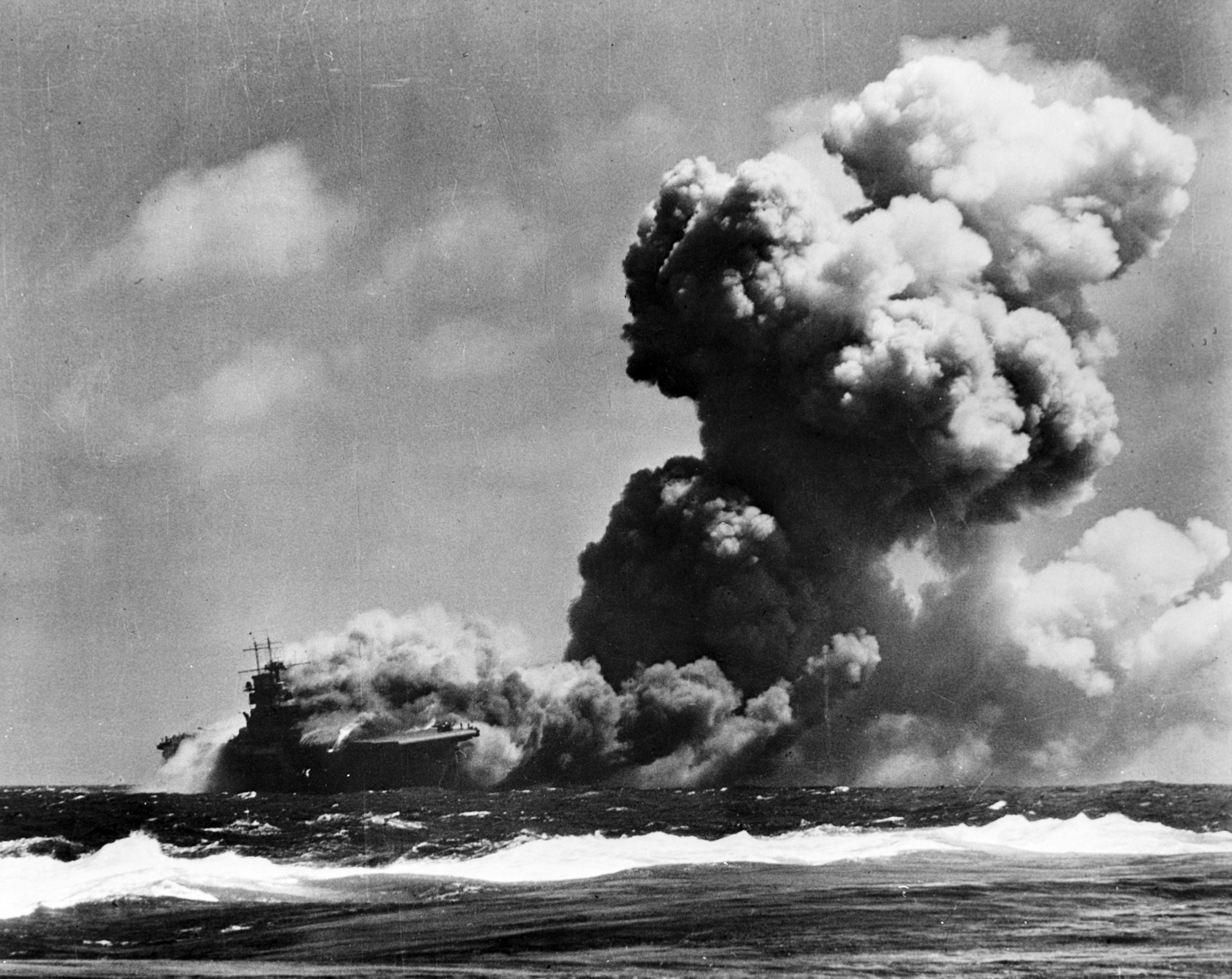
Płonący „Wasp” po ustawieniu go burtą do wiatru, celem zdmuchnięcia ognia i dymu z pokładu hangarowego. Zdjęcie wykonano z towarzyszącego mu krążownika eskorty USS „San Francisco” (CA-38)

### Akcja ratunkowa
Trafienie pojedynczej torpedy nie zagroziło pływalności dużego pancernika o wyporności 35 000 ton, który nadal był w stanie utrzymywać niemal swą maksymalną prędkość. Trafiony w skrajną czołową część dziobu niszczyciel „O’Brien” również wydawał się być niezagrożony i otrzymał rozkaz udania się do Numei celem poddania się naprawom. Tymczasem dowodzący „Waspem” kmdr Forrest Sherman podejmował wysiłki celem uratowania swojego okrętu, mimo ciągłych eksplozji w jego wnętrzu i pożarów. Trafiony bowiem w przednią część okręt wciąż zachowywał możliwość ruchu, dzięki częściowo działającemu napędowi. Komandor Sherman ustawił go więc burtą do wiatru, w nadziei że silny tego dnia wiatr o prędkości 20 węzłów zdmuchnie pożar i dym z pokładu hangarowego o otwartej konstrukcji. Akcja ratunkowa utrudniana była jednak przez uszkodzenie linii przeciwpożarowych w dziobowej części okrętu, o godzinie 15:05 natomiast doszło do ogromnej eksplozji oparów benzyny, która przypieczętowała los jednostki.

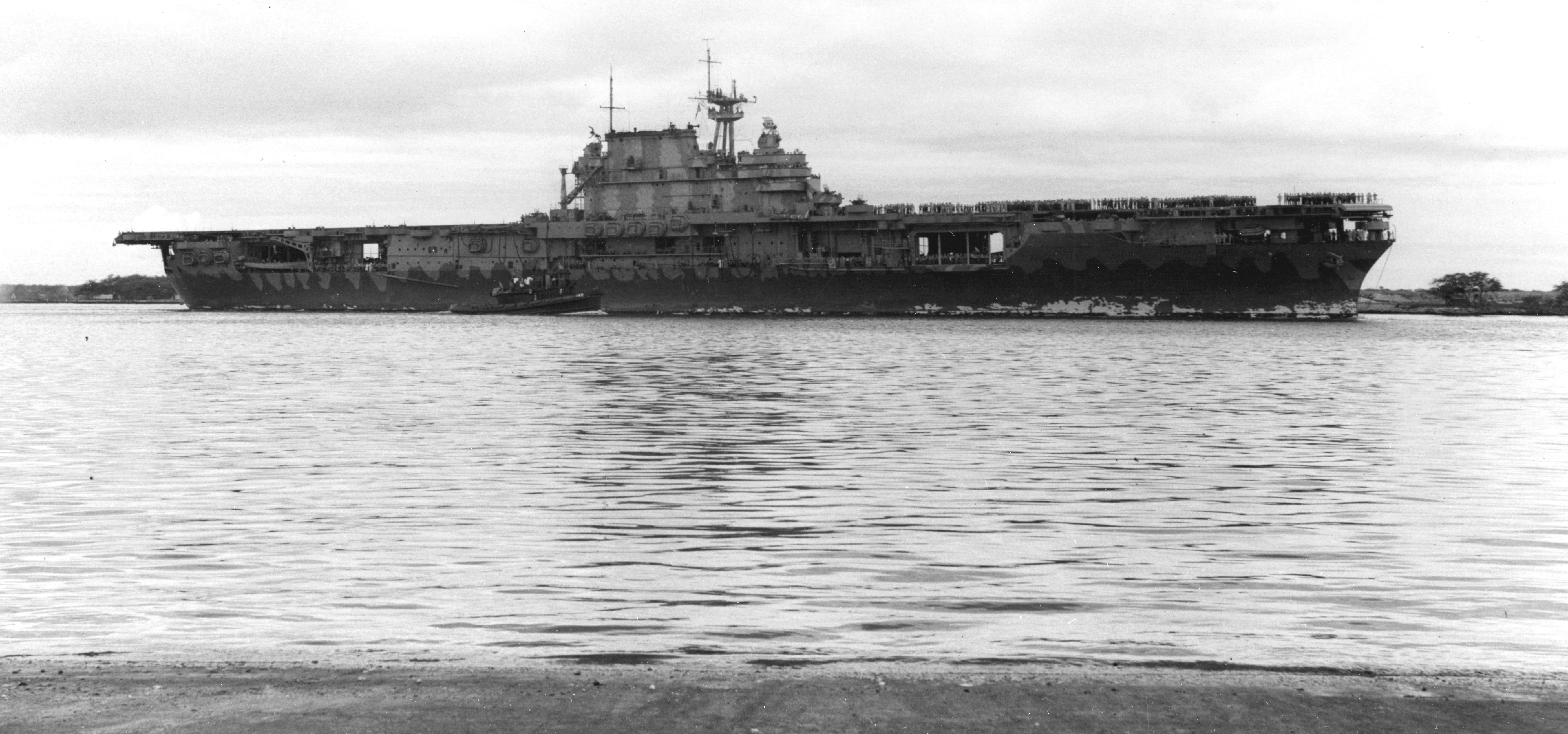
Po trafieniu „Waspa”, USS „Hornet” (CV-8) przejął rolę lotniskowca dyżurnego TF61, i rozpoczął przyjmowanie na swój pokład samolotów „Waspa”

Znajdujący się w tym czasie na pokładzie krążownika ciężkiego USS „San Francisco” (CA-38) kontradmirał Norman Scott, sądząc że adm. Noyes poniósł śmierć w eksplozji „Waspa”, jako najwyższy po nim starszeństwem przejął dowodzenie zespołem okrętów. Noyes – choć odniósł poparzenia – nie zginął jednak, lecz biorąc pod uwagę że nie był w stanie sprawować dowodzenia z pokładu rozrywanego „Waspa”, decyzja Scotta była słuszna. Pięć minut później, kolejna eksplozja wyrzuciła w powietrze windę nr 2 „Waspa”. Po naradzie z kluczowymi oficerami, o godzinie 15:20 kmdr Sherman uznał, że okrętu nie da się uratować – mimo więc że pływalność okrętu nie była wówczas natychmiastowo zagrożona, podjął decyzję o ewakuacji jego załogi. Ewakuacja utrudniona była przez ataki rekinów, okazała się jednak ostatecznie sukcesem.
Wkrótce po trafieniu „Waspa” i ogłoszeniu alarmu bojowego na „Hornecie”, gdy stało się oczywistym że okręt kmdr Shermana nie będzie w stanie pełnić dalej tej roli, „Hornet” przejął na siebie rolę lotniskowca dyżurnego (duty carrier). Rozpoczęło się przygotowywanie do startu i wysyłanie w powietrze własnych samolotów CAP oraz Avengerów do zwalczania okrętów podwodnych, wkrótce potem „Hornet” rozpoczął przyjmowanie na swój pokład powracających maszyn „Waspa”. Celem zrobienia miejsca na swoim pokładzie dla samolotów „Waspa”, „Hornet” wysłał też część swoich maszyn na Espiritu Santo. Zespół TF17 „Horneta”, wciąż zygzakując, z maksymalną szybkością oddalał się wówczas od „Waspa” i zagrożonego rejonu, podczas gdy okręty eskorty tego ostatniego usiłowały mu asystować. Aby ocenić swoje własne uszkodzenia, nieco w tyle pozostała początkowo „North Carolina”, podczas gdy część niszczycieli prowadziła poszukiwania zanurzonego I-19.
Innym japońskim okrętem podwodnym obecnym w rejonie ataku na „Waspa”, był I-15, który, gdy I-19 zmuszony był do unikania ataku 30 do 85 bombami głębinowymi amerykańskich niszczycieli, obserwował płonący lotniskowiec, a następnie jego zatopienie trzema torpedami przez niszczyciel „Lansdowne”. I-15 złożył raport o zatopieniu „Waspa”, co było jednym z nielicznych japońskich raportów o zatopieniu amerykańskiego lotniskowca ze strony japońskich oficerów, którzy rzeczywiście widzieli zatopienie. Kmdr por. Kinashi raportował później fakt storpedowania lotniskowca, jednak zajęty unikaniem amerykańskiego kontrataku nie miał możliwości zaobserwowania skutków swojego ataku, nie wiedział nawet o trafieniu również pancernika i niszczyciela.

## Podsumowanie
15 września 1942 roku kmdr Kinashi wykonał prawdopodobnie „najbardziej dewastującą salwę torpedową w historii”. USS „Wasp” (CV-7) był stosunkowo małym lotniskowcem o wyporności 14 700 ton, mimo wszystko był jednak dużym okrętem o długości 220 metrów, i teoretycznie powinien był przetrwać trafienie nawet dwukrotnie większej liczby torped. Spotkał go jednak los japońskich lotniskowców „Akagi”, „Kaga” i „Sōryū”, trafionych pod Midway w momencie swojej największej wrażliwości – z pełnymi przewodami paliwowymi dla tankowanych samolotów i niezabezpieczoną amunicją dla nich. Być może jednak utrata „Waspa” umożliwiła transportowcom adm. Turnera dotarcie do Guadalcanalu i wysadzenie tam niezwykle istotnego dla sytuacji na wyspie 7 Pułku Marines wraz z zaopatrzeniem.
Dzięki podjętej akcji ratunkowej, z 2247 osób na pokładzie „Waspa” śmierć poniosło jedynie 173 ludzi, zaś 400 osób zostało rannych, co jest liczbą relatywnie niewielką, biorąc pod uwagę skalę eksplozji na pokładzie okrętu oraz liczbę ofiar wśród załóg znajdujących się w podobnej sytuacji japońskich lotniskowców pod Midway. Na pokładzie „Horneta” wylądowało 25 z 26 samolotów „Waspa” będących w powietrzu w chwili ataku, 45 maszyn zatonęło jednak wraz z okrętem. Pancernik „North Carolina” pozostawał w formacji aż do zmierzchu, gdy odłączył się od niej i popłynął do Tongatapu celem przeprowadzenia prowizorycznych napraw, po czym musiał opuścić Południowy Pacyfik celem przeprowadzenia poważnego remontu w Pearl Harbor. Wyłączyło go to ze służby aż do początku grudnia. Niszczyciel „O’Brien” zdołał o własnych siłach dotrzeć najpierw do Espiritu Santo, a następnie do Numei, gdzie przeprowadzono prowizoryczne naprawy. Skutkiem nadwyrężenia jednak eksplozją torpedy konstrukcji, przełamał się na pół i zatonął 19 października w drodze do Pearl Harbor, 2800 mil morskich od miejsca w którym został storpedowany.
Podczas oficjalnego dochodzenia w sprawie utraty „Waspa” stwierdzono, że grupa lotniskowcowa przez trzy tygodnie operowała w rejonie o dużej aktywności okrętów podwodnych przeciwnika, często przy tym pływając z małą prędkością, co ułatwiało atak na nią. Admirał Noyes został ostatecznie formalnie oczyszczony z zarzutów, nigdy jednak nie dowodził już więcej lotniskowcami. Po zakończeniu dochodzenia, United States Navy wprowadziła zasadę, ze „rejony operacji lotniskowców muszą być z dużą częstotliwością radykalnie zmieniane”. Osobne zasady wprowadzono na lotniskowcu USS „Hornet” (CV-8), który po uszkodzeniu „Saratogi” i „Enterprise” oraz zatopieniu „Waspa”, na miesiąc pozostał jedynym czynnym amerykańskim lotniskowcem na Pacyfiku, stojącym wobec pięciu w tym czasie lotniskowców japońskich. Jeszcze zanim okręt wrócił do Numei, z jednostki rozpoczęto zdrapywanie wszystkich łatwopalnych farb oraz wprowadzono ścisłą zasadę, że przewody paliwowe mogą być wypełnione paliwem tylko na czas tankowania samolotów, w każdym innym zaś czasie – niezależnie od sytuacji taktycznej - muszą być wypełnione gazem obojętnym.
W okresie powojennym, fakt storpedowania trzech okrętów jedną salwą budził pewne wątpliwości. Według amerykańskiego historyka Samuela Eliota Morisona – uznawanego za nestora historyków wojny na Pacyfiku – I-19 trafił wprawdzie „Waspa”, lecz „North Carolina” i „O’Brien” zostały jego zdaniem trafione przez torpedy wz. 89 wystrzelone z I-15, nie zaś przez wz. 95 z I-19. Opierając się na raporcie z 1949 roku z uszkodzeń „North Caroliny”, uznał że są one właściwe dla szimozy – rodzaju materiału wybuchowego stosowanego w torpedach wz. 89, nie zaś wz. 95. Nie wykluczał co prawda całkowicie trafienia ich przez torpedy kmdr por. Kinashiego, w swoim komentarzu uznał jednak, że oznaczałoby to, iż „torpedy I-19 musiałyby mieć niezwykle wielki zasięg”. Podobne zdanie do Morisona, miał japoński dowódca okrętów podwodnych Mochitsura Hashimoto, który dowodząc I-58 zatopił m.in. amerykański ciężki krążownik USS „Indianapolis” (CA-35). Jego zdaniem, I-19 zatopił „Waspa” trzema z czterech wystrzelonych torped, natomiast „North Carolina” została trafiona przez I-15. Nie wdając się jednak w szczegółowe rozważania na ten temat, Hashimoto zauważa jedynie, że zdaniem „brytyjskich” źródeł „North Carolina” została trafiona salwą I-19.
Większość współczesnych historyków jest jednak zgodna, że trafienia wszystkimi pięcioma torpedami – jakkolwiek bardzo szczęśliwe – były dziełem I-19. Zdaniem obecnego w czasie ataku na pokładzie krążownika USS „Pensacola” (CA-24) kmdra Bena Blee:

Szczęśliwe lub nie, to niesamowite osiągnięcie I-19 jest między największymi sukcesami wszechczasów, wśród osiągnięć okrętów podwodnych wszystkich marynarek wojennych.

Komandorze Kinashi, salutuję Ci..

Swego rodzaju epilogiem starcia było spotkanie czterech ocalałych członków załogi I-19 z patrolu okrętu we wrześniu 1942 roku, z żyjącymi członkami załogi „North Caroliny”, do którego doszło 22–24 czerwca 1986 roku, na pokładzie pełniącego dziś rolę muzeum okrętu.